# Alsótold
Alsótold es un pueblo ubicado en el condado de Nógrád, Hungría.

## Superficie
Posee una superficie de 7,86 kilómetros cuadrados.

## Demografía
Hasta 2021 la población era de 235 habitantes, con una densidad de población de 29,89 habitantes por kilómetro cuadrado.